# Ma'ariv (deník)
Ma'ariv (hebrejsky מַעֲרִיב; doslova „Večer“) je populární hebrejsky psaný izraelský deník. Jedná se o druhý nejprodávanější izraelský deník. Hlavní podíl ve společnosti patří rodině Nimrodi a předseda správní rady je Ja'akov Nimrodi. Šéfredaktorem deníku je Amnon Dankner.
Zpravodajství deníku Ma'ariv je obecně považováno za názorově vyrovnané. Jeho novináři a externí přispěvatelé přísluší k různým částem politického spektra a tak deník umožňuje nahlédnout na danou problematiku z obou stran.